# Victoire de l'album de musiques électroniques, groove, dance
La Victoire de l'album de musiques électroniques, groove, dance de l'année est une ancienne récompense musicale française décernée annuellement lors des Victoires de la musique de 1998 à 2019. Elle venait primer le meilleur album de musique électronique, groove ou dance selon les critères d'un collège de professionnels.
Cette catégorie est remplacée en 2008 et 2009, par la catégorie: Victoire de l'artiste de musiques électroniques ou dance.

## Palmarès

### Années 1990
- 1998 : 30 de Laurent Garnier
- 1999 : Moon Safari de Air

### Années 2000
- 2000 : Trabendo des Négresses Vertes
- 2001 : Tourist de St Germain
- 2002 : Modjo de Modjo
- 2003 : La revancha del tango de Gotan Project
- 2004 : Émilie Simon d’Émilie Simon
- 2005 : Talkie Walkie de Air (2)
- 2006 : Animal sophistiqué de Bumcello
- 2007 : Végétal d’Émilie Simon[1] (2)

### Années 2010
- 2010 : Manual for a Successful Rioting de Birdy Nam Nam
- 2011 : Cheese de Stromae
- 2012 : Audio, Video, Disco de Justice (2)
- 2013 : Tetr4 de C2C
- 2014 : OutRun de Kavinsky
- 2015 : Ghost surfer de Cascadeur
- 2016 : The Wanderings of the Avener de The Avener
- 2017 : Layers de Kungs
- 2018 : Temperance de Dominique Dalcan
- 2019 : Dancehall de The Blaze